# Perdita atrata
Perdita atrata är en biart som beskrevs av Timberlake 1964. Perdita atrata ingår i släktet Perdita och familjen grävbin. Inga underarter finns listade i Catalogue of Life.